# Communauté de communes du Canton de Najac
Die Communauté de communes du Canton de Najac ist ein ehemaliger französischer Gemeindeverband mit der Rechtsform einer Communauté de communes im Département Aveyron in der Region Okzitanien. Sie wurde am 30. Dezember 1999 gegründet und umfasste sieben Gemeinden. Der Verwaltungssitz befand sich im Ort Najac.

## Historische Entwicklung
Mit Wirkung vom 1. Januar 2017 fusionierte der Gemeindeverband mit
- Communauté de communes Villeneuvois, Diège et Lot sowie
- Communauté de communes du Villefranchois

und bildete so die Nachfolgeorganisation Communauté de communes du Grand Villefranchois.

## Ehemalige Mitgliedsgemeinden
1. Bor-et-Bar
2. La Fouillade
3. Lunac
4. Monteils
5. Najac
6. Saint-André-de-Najac
7. Sanvensa